# Мукасей, Михаил Анатольевич
Михаил Анатольевич Мукасе́й (род. 3 января 1966 года) — советский и российский кинооператор и продюсер. Член Союза кинематографистов России с 2009 года. Принимал участие в съёмках рекламных роликов и музыкальных клипов, также выступал оператором-постановщиком ряда кинофильмов, в настоящее время занят преимущественно предпринимательством.

## Биография
Родился 3 января 1966 года в Москве в семье кинематографистов — Светланы Дружининой и Анатолия Мукасея. Внук легендарных советских разведчиков Михаила Мукасея и Елизаветы Мукасей. Старший брат — Анатолий (1959–1987).
В 1983 году поступил на операторский факультет Всесоюзного государственного института кинематографии. В 1986—1987 годах — бас-гитарист рок-группы «Оберманекен», принимал участие в записи альбома группы «Прикосновение нервного меха», который был включён в книгу Александра Кушнира «100 магнитоальбомов советского рока».
В 2009 году принят в члены Союза кинематографистов России.
В 2011 году включён в состав жюри профессиональной премии «Белый квадрат».
В 2004 году основал компанию по аренде киносъёмочного оборудования «R.E.N.T.A.C.A.M», которая по подбору, качеству и количеству съёмочных камер и оптики, а также по числу заказов вышла в российские лидеры.

### Личная жизнь
От первых двух браков сын Максим и дочь Елизавета.
Третья жена Екатерина Гамова (род. 1980), бывшая волейболистка. 15 сентября 2019 года родился сын.

## Фильмография

### Оператор
- 1989 — Разрушитель волн
- 1990 — За день до…
- 1992 — Арбитр
- 2001 — Даун Хаус
- 2003 — ГАЗ — русские машины
- 2005 — Охота на изюбря
- 2006 — Жесть
- 2007 — Монтана
- 2008 — Снег тает не всегда[7]
- 2009 — Первая осень войны
- 2010 — На измене
- 2017 — Обмен

### Продюсер
- 2010 — На измене